# أوسكار لينتون
أوسكار لينتون (بالإسبانية: Óscar Linton)‏ هو لاعب كرة قدم بنمي، ولد في 29 يناير 1993 في مدينة بنما في بنما.

## وصلات خارجية
- أوسكار لينتون على موقع رابطة كرة القدم اليابانية للمحترفين (اليابانية)
- أوسكار لينتون على موقع قاعدة بيانات كرة القدم.إي يو (الإنجليزية)
- أوسكار لينتون على موقع ناشيونال فوتبول تيمز (الإنجليزية)
- أوسكار لينتون على موقع Soccerway.com (الإنجليزية)
- أوسكار لينتون على موقع عالم كرة القدم.نت (الإنجليزية)